# Râul Valea Strungilor
Râul Valea Strungilor este un râu afluent al râului Turișor. 